# الهوتا
ال-هوتا یک منطقهٔ مسکونی در یمن است که در استان حضرموت واقع شده‌است.